# Bīdamīn
Bīdamīn (persiska: Qal‘eh-ye Bīdamī, قَلعِۀ بيدُمی, Qal‘eh-ye Bīdomī, قَلعِه بيدِمی, بیدامین) är en ort i Iran.   Den ligger i provinsen Chahar Mahal och Bakhtiari, i den centrala delen av landet, 400 km söder om huvudstaden Teheran. Bīdamīn ligger 2 229 meter över havet och antalet invånare är 183.
Terrängen runt Bīdamīn är bergig österut, men västerut är den kuperad. Bīdamīn ligger nere i en dal. Runt Bīdamīn är det ganska glesbefolkat, med 42 invånare per kvadratkilometer. Närmaste större samhälle är Shahrak-e Mīheh, 16,4 km nordost om Bīdamīn. Trakten runt Bīdamīn består i huvudsak av gräsmarker.